# Cortinarius caperatus

Nấm gypsy trong tự nhiên

Cortinarius caperatus còn được gọi thông dụng với cái tên nấm gypsy, là một loại nấm ăn được thuộc chi Cortinarius được tìm thấy ở các khu vực Bắc Âu và Bắc Mỹ. Nó được gọi là Rozites caperata trong nhiều năm trước khi các nghiên cứu di truyền tiết lộ rằng nó thuộc chi Cortinarius. Các cơ thể trái cây xuất hiện vào mùa thu trong rừng lá kim và gỗ sồi cũng như các vùng đất nóng vào cuối mùa hè và mùa thu. Mũ của chúng có màu nâu đất rộng tối đa lên đến 10 cm và có một bề mặt xơ. Các mang màu đất sét được gắn vào hầm dưới nắp. Bao của chúng có màu trắng cùng một vòng cũng màu trắng. Thịt nấm có mùi nhẹ và hương vị.
Phổ biến với nấm forager, C.Caperatus được chọn theo mùa ở khắp châu Âu. Mặc dù có vị nhẹ và được đánh giá cao, nấm thường bị nhiễm giòi. Ở Trung Âu, các mẫu vật cũ có thể bị nhầm lẫn với loài erocesbe độc hại vào mùa hè. Cây ăn quả của C.Caperatus đã được tìm thấy để tích lũy sinh học thủy ngân và đồng vị phóng xạ của Caesi.

## Phân loại
Nấm này ban đầu được mô tả là Agaricus caperatus vào năm 1796 bởi nhà nấm học Nam Phi Christiaan Hendrik Persoon, người đã lưu ý rằng nó mọc trong rừng sồi. Các cithatus biểu tượng cụ thể là tiếng Latin cho "nhăn". Nhà tự nhiên học người Julius Vincenz von Krombholz đã minh họa nó trong tác phẩm Naturgetreue Abbildungen und Beschreibungen der essbaren, schädlichen und verdächtigen Schwämme, xuất bản từ năm 1831 đến 1846. Nó được chuyển đến chi Cortinarius bởi nhà nấm học người Thụy Điển Elias Magnus Fries vào năm 1838. Sau đó, nó được chuyển đến Pholiota vào năm 1874 bởi nhà nấm học người Pháp Claude Casimir Gillet, một vị trí tiếp theo là nhà tự nhiên học người Ý, Andrea Andrea Saccardo. Nhà nấm học người Phần Lan Petter Adolf Karsten đã thành lập chi Rozites vào năm 1879 để phù hợp với loài này vì Rozites caperatus đã trở thành cơ sở của nấm có một tấm màn che đôi; nghĩa là, một tấm màn che một phần còn sót lại trong đó trở thành một chiếc nhẫn trên chiếc áo dài đã bị hỏng cũng như một tấm màn che. Nó được biết đến như một loài Rozites trong nhiều năm. Trong khi đó, nhà nấm học người Pháp Lucien Quélet đã phân loại Pholiota là một phân loài của Dryophila vào năm 1886, dẫn đến Dryophila caperata được thêm vào từ đồng nghĩa của loài. Worthington George Smith đã đặt nó trong chi mới Togaria (hiện được coi là từ đồng nghĩa của Agrocybe).
Phân tích di truyền vào năm 2000 và 2002 cho thấy Rozites không phải là một nhóm riêng biệt và các thành viên của nó được lồng trong Cortinarius. Nấm gypsy được tìm thấy có liên quan chặt chẽ với loài C.Meleagris và C.Subcastanellus, cả hai trước đây đều thuộc Rozites. Do đó, nó đã một lần nữa được đặt trong Cortinarius. Trong chi này, nó được phân loại trong thế hệ con Cortinarius.
Tên phổ biến là nấm gypsy. Một tên phổ biến khác thường là granny's nightcap ở Phần Lan.

## Sự miêu tả

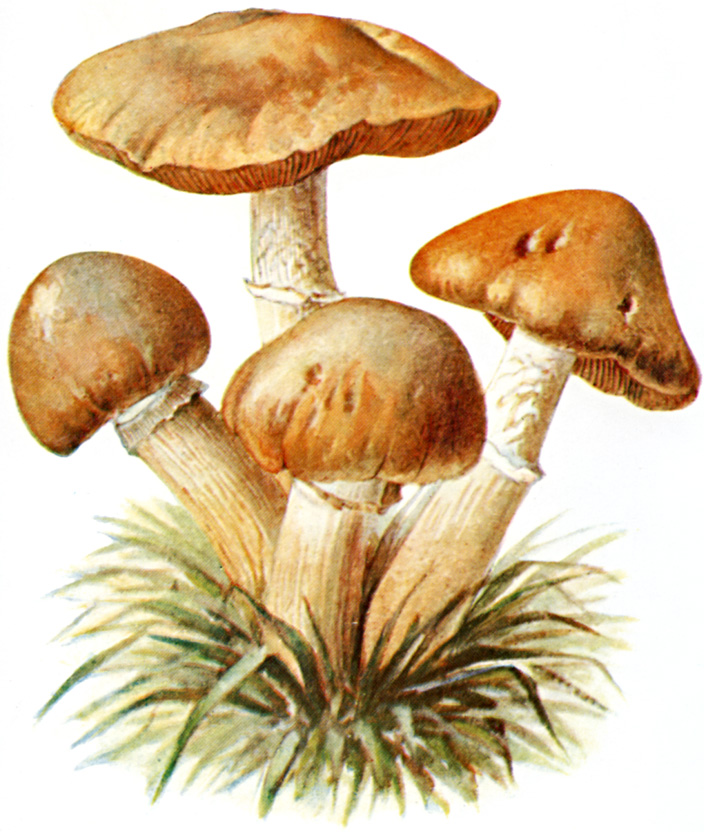
Minh họa bởi Albin Schmalfuß, 1897

C.Caperatus có một cái mũ màu nâu từ 5–10 cm đường kính, được phủ bằng sợi trắng. Bề mặt có một kết cấu khá nhăn. Nó có thể có một màu hoa cà khi còn trẻ. Đó là ban đầu trước khi mở rộng và sinh trưởng với vật ở trung tâm. Bao nấm cao 4–7 cm, dày 1-1,5 cm, hơi sưng ở gốc và có màu trắng với một vòng màu trắng, ban đầu được gắn vào nắp. Các tai nấm màu đất sét được tự do vì chúng không chạm được bao nấm dưới nắp. Các bào tử cho ra một bản in bào tử màu nâu đất, và các bào tử hình quả hạnh dài 10-13 µm và rộng 8-9 µm.Bao nấm rộng, thịt nấm có màu kem và hương vị nhẹ.
Các loài Bắc Mỹ có hình dạng tương tự bao gồm Agrocybe Praecox, không có nắp nhăn và được tìm thấy ở các khu vực trồng trọt, và Phaeolepiota aurea, có bề mặt dạng hạt. Ở trung tâm châu Âu, các mẫu vật cũ có thể bị nhầm lẫn với loài Inocybe erubescens cực độc vào mùa hè và nấm non cho Cortinarius traganus không ăn được, mặc dù loại này dễ bị phân biệt bởi mùi khó chịu.

## Phân bố và sinh trưởng
C.Caperatus được tìm thấy trên khắp Bắc Âu, chủ yếu ở Scandinavia, nơi nó phổ biến, mặc dù nó không phổ biến ở Đan Mạch và Iceland. Ở quần đảo Anh, nó không phổ biến bên ngoài Cao nguyên Scotland và New Forest. Nó đã được phân loại là bị đe dọa ở Đức và Vương quốc Anh và có nguy cơ tuyệt chủng ở Hà Lan. C.Caperatus đã trở nên ít phổ biến hơn ở vùng lân cận thành phố Salzburg ở Áo trong khoảng thời gian từ 1937 đến 1988.
Nó cũng được tìm thấy rộng rãi ở phía bắc của Bắc Mỹ, ở phía nam như Quận Mendocino trên bờ biển phía tây. Nó là không phổ biến ở California. C.Caperatus hiếm ở cận Bắc Cực và tây Greenland. Nấm gypsy cũng phát triển ở vùng ôn đới của châu Á, đã được ghi nhận phát triển với cây nham lê gần cây sồi phương Đông và linh sam gần Pamukova ở vùng Marmara của Thổ Nhĩ Kỳ. Nó cũng được tìm thấy trong các khu vực lầy lội của taiga ở phía tây Siberia.
Cơ thể mọc lên từ tháng 8 đến tháng 10 trong rừng cây lá kim và gỗ sồi, cũng như cây thạch thảo ở Scotland. Nó là nấm rễ cộng sinh nhưng không chọn lọc trong thân cây chủ của nó. Nấm xuất hiện từ tháng 9 đến tháng 11 ở Bắc Mỹ, và tháng 7 đến tháng 8 ở Alaska. Nó thích đất chua, đất cát, tránh những loại phấn và có thể được tìm thấy trong cùng môi trường sống như vịnh bolete (Imleria badia),Paxillus involutus và chanterelles. Nó hình thành mối quan hệ với Pinus sylvestris. Nó thường được tìm thấy dưới cây vân sam Sitka (Picea sitchensis), hoặc gần huckleberry ở Bắc Mỹ. Ở Alaska, nó phát triển với bạch dương lùn (Betula nana) và bạch dương lùn Mỹ (B. glandulosa). Ở Greenland, nó phát triển cùng với bạch dương (Betula pubescens).

## Độ an toàn

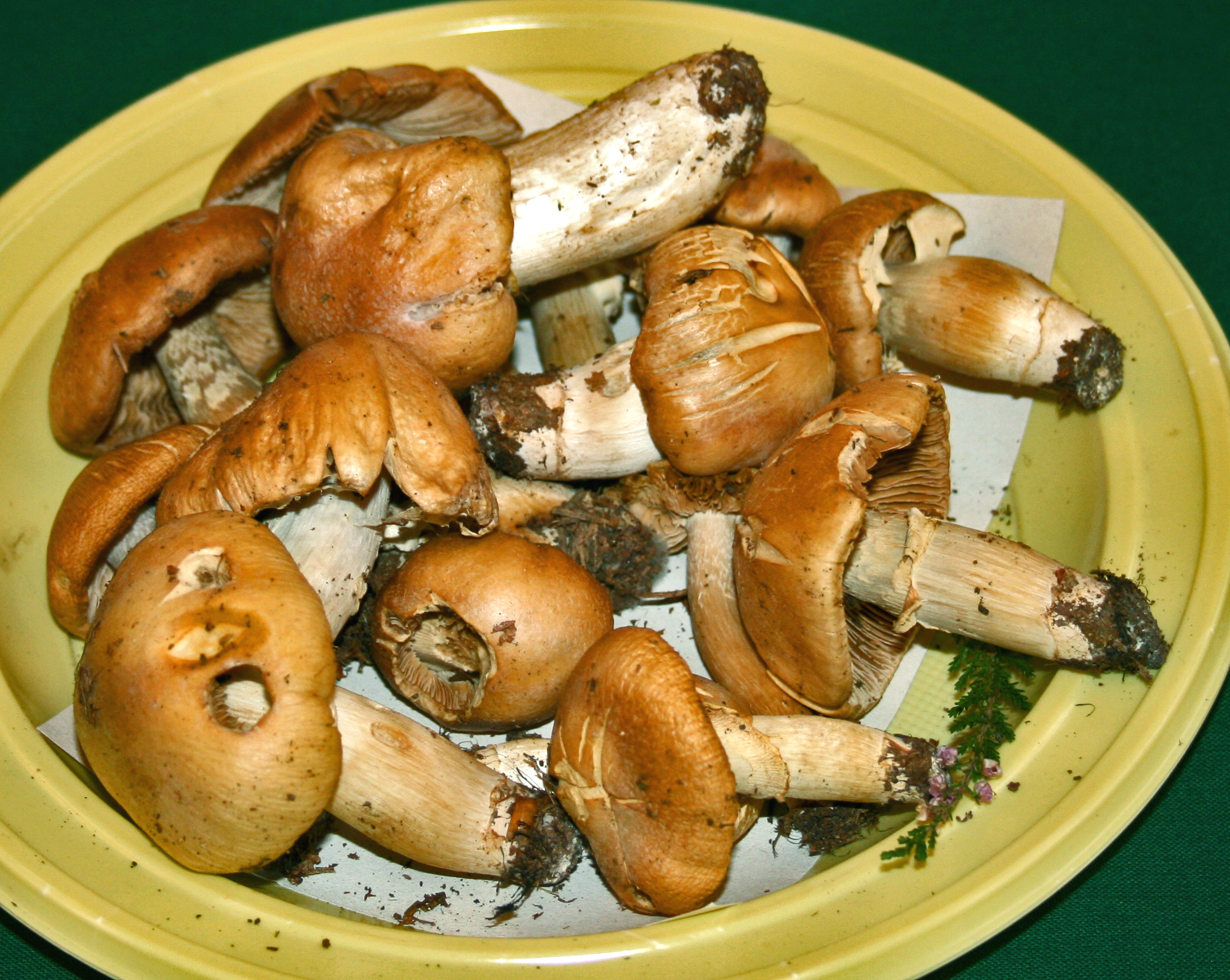
Một đĩa nấm gypsy thu thập được trưng bày ở Prague

C.Caperatus là một loại nấm ăn được đánh giá cao với hương vị nhẹ. Nó được cho là kết hợp tốt với các loại nấm có hương vị mạnh hơn như chanterelles, Nấm gan bò, Russula hoặc Lactarius. Nấm có thể có vị đắng nhẹ nếu ăn sống, nhưng lại có hương vị hạt dẻ dễ chịu khi nấu chín. Nó có thể dễ dàng được sấy khô để bảo quản và sử dụng sau này, chẳng hạn như thêm vào súp và món hầm. Nó được bán thương mại ở Phần Lan, và là mục tiêu phổ biến của những người săn mồi ở nhiều nơi ở Châu Âu. Nấm thường bị nhiễm giòi khi hái và được các bác sĩ khuyên loại bỏ bao nấm trước khi ăn

### Phóng xạ và ô nhiễm môi trường
Sự nổi tiếng của C.Caperatus trên khắp châu Âu đã dẫn đến những lo ngại về an toàn liên quan đến xu hướng tích lũy chất gây ô nhiễm. Nấm rất hiệu quả trong việc hấp thụ các đồng vị phóng xạ của Caesi từ đất và tự nhiên có một lượng nguyên tố. Caesium có thể thay thế kali, tồn tại ở nồng độ cao trong nấm. C.Caperatus tích lũy sinh học chất phóng xạ Caesi 137 Cs Sản phẩm thử nghiệm hạt nhân của Haiti nhiều hơn nhiều loài nấm khác. Mức độ tăng đáng kể sau thảm họa Chernobyl năm 1986. Đây là một vấn đề sức khỏe vì hái và ăn nấm hoang dã là một trò tiêu khiển phổ biến ở trung và đông Âu. Mức độ cao 137 Cs cũng được tìm thấy trong động vật nhai lại ăn nấm ở Scandinavia vào những năm 1990. Nấm từ Reggio Emilia ở Ý đã được tìm thấy đã tăng mức <sup id="mwAS8">134</sup> Cs. C.Caperatus từ các địa điểm khác nhau trên khắp Ba Lan cũng đã được tìm thấy có chứa hàm lượng thủy ngân tăng. 